# Parliament House (Canberra)

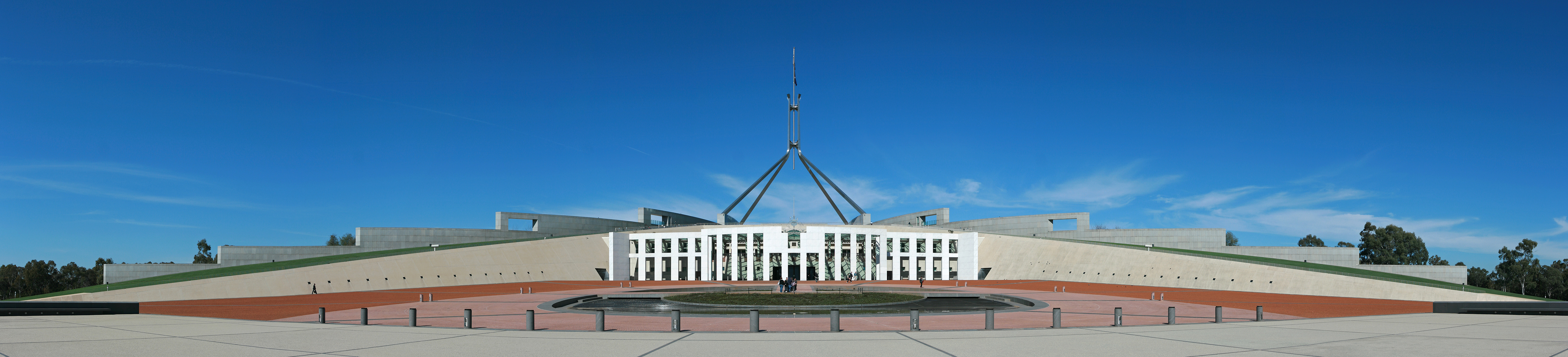
Parliament House: Haupteingang und Flaggenmast

Als Parliament House wird der Sitz der Legislative Australiens in Canberra bezeichnet. In ihm finden Sitzungen des Senats und des Repräsentantenhauses statt. Das 1988 eröffnete Gebäude befindet sich im Stadtzentrum auf dem Capital Hill und bildet die Südspitze des Parliamentary Triangle. Der Bau des Gebäudes erforderte die Entfernung der oberen Hälfte des Hügels. Nachdem der Rohbau fertiggestellt war, wurde dieser mit der zuvor entfernten Erde wieder überdeckt. Das Dach des Parlamentsgebäudes ist mit Rasen bewachsen. Am Fuße des Hügels befindet sich das Old Parliament House, das 61 Jahre lang als „Provisorium“ diente.

## Vorgeschichte

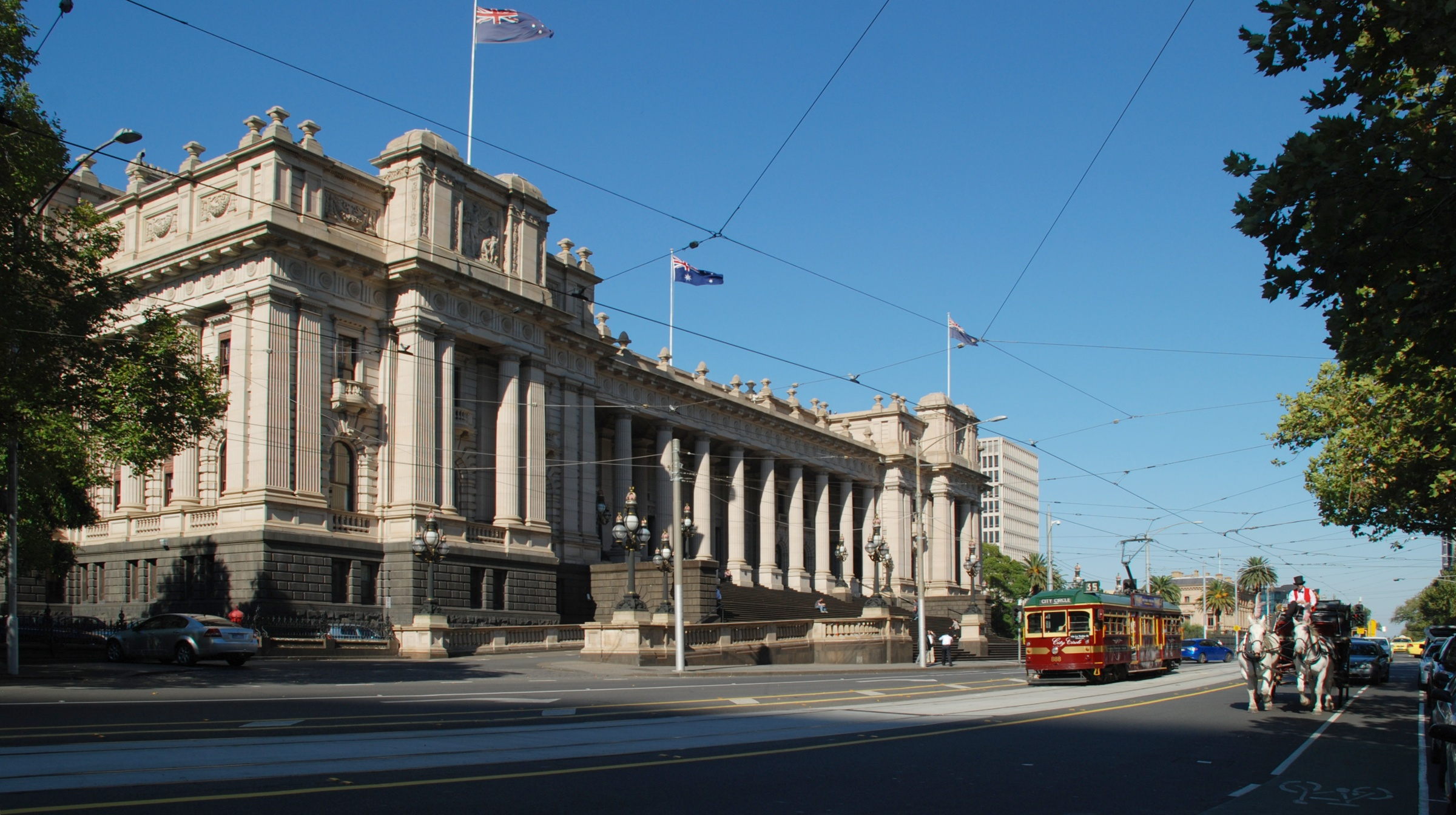
Parlamentsgebäude in Melbourne

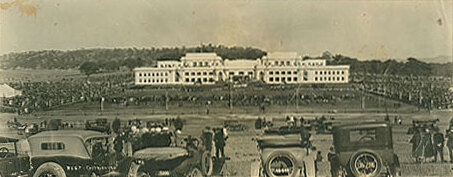
Eröffnung des Old Parliament House (1927)

Als im Jahr 1901 sechs britische Kolonien sich zum Australischen Bund zusammenschlossen, waren Melbourne und Sydney die zwei größten Städte des Landes. Die Rivalität war so groß, dass keine der Städte es akzeptiert hätte, wenn die andere Hauptstadt geworden wäre. Artikel 125 der Verfassung Australiens legte schließlich fest, dass irgendwo zwischen Melbourne und Sydney eine neue Hauptstadt gebaut werden sollte. Diese sollte nördlich des Murray River im Bundesstaat New South Wales liegen, jedoch mindestens 100 Meilen von Sydney entfernt. Bis zur Eröffnung des neuen Parlaments sollte Melbourne temporäre Hauptstadt sein.
1909 einigte sich das Parlament auf den Standort der neuen Hauptstadt, das heutige Canberra. 1911 wurde das Australian Capital Territory geschaffen und 1913 begannen die Bauarbeiten an der neuen Planhauptstadt. Doch der Erste Weltkrieg und wirtschaftliche Schwierigkeiten hatten große Verzögerungen zur Folge. Von 1901 bis 1927 tagte das Bundesparlament im 1856 erbauten Parliament House in Melbourne, während das Parlament des Staates Victoria für die Dauer von 26 Jahren ins Royal Exhibition Building auswich.
Nach dem Ersten Weltkrieg kam das Federal Capital Advisory Committee zum Schluss, in Canberra ein „provisorisches“ Parlamentsgebäude zu errichten, um nicht noch mehr Zeit zu verlieren und die Zeit bis zum Bau eines „permanenten“ Gebäudes zu überbrücken. Das später als Old Parliament House bezeichnete Gebäude wurde in einem einfachen klassizistischen Stil erbaut und am 9. Mai 1927 durch den späteren König George VI. in Begleitung von Premierminister Stanley Bruce eröffnet. Das Parlament zog um und Canberra war nun offiziell die Hauptstadt Australiens.

## Planung und Bau
Im Jahr 1978 beschloss die Regierung von Premierminister Malcolm Fraser den Bau des neuen Parlaments, denn das mittlerweile fünf Jahrzehnte alte „Provisorium“ war längst zu klein geworden. Die Regierung setzte im folgenden Jahr für diese Aufgabe eine eigens zu diesem Zweck geschaffene Behörde ein, die Parliament House Construction Authority. Sie schrieb einen zweistufigen Architektenwettbewerb aus, für den sie das Royal Australian Institute of Architects konsultierte und – zusammen mit der National Capital Development Commission – Wettbewerbsunterlagen zur Verfügung stellte. Insgesamt wurden 329 Beiträge aus 29 Ländern eingereicht. Gewinner des Wettbewerbs war das in Philadelphia ansässige Architekturbüro Mitchell/Giurgola, wobei der in Italien geborene Architekt Romaldo Giurgola die Arbeiten vor Ort leitete. Der Plan sah vor, den größten Teil des Gebäudes im Innern des Capital Hill zu bauen und die Kuppe mit einer riesigen Fahnenstange zu krönen. Die sichtbare Fassade ist so gestaltet, dass trotz des enormen Größenunterschieds eine gewisse Ähnlichkeit zum Old Parliament House besteht.
Giurgola legte den Schwerpunkt auf die visuelle Ästhetik des Gebäudes, indem er den Landschaftsarchitekten Peter G. Rolland für die Leitung der Bauingenieure einsetzte, eine Umkehrung der traditionellen Rollen in Australien. Rolland spielte eine zentrale Rolle bei der Gestaltung, Entwicklung und Koordination aller Oberflächenelemente, einschließlich Gestaltung des Beckens, Pflasterung, konzeptionelle Beleuchtung und Standorte für Kunstwerke. Gartenbauexperten der Australian National Botanic Gardens und einer staatlichen Gärtnerei wurden bei der Auswahl der Pflanzen konsultiert. Die permanente Bewässerung beschränkte man auf die formelleren Bereiche. Die Bauarbeiten begannen 1981 und das Gebäude sollte im Januar 1988 fertig sein, rechtzeitig zum 200-Jahre-Jubiläum der europäischen Besiedlung Australiens. Man rechnete mit Kosten in der Höhe von 220 Millionen Dollar, doch weder die Frist noch das Budget konnten eingehalten werden. Die Eröffnung verzögerte sich um fünf Monate und erfolgte schließlich am 9. Mai 1988 durch Königin Elisabeth II., auf den Tag genau 61 Jahre nach der Eröffnung des provisorischen Parlamentsgebäudes. Am Ende betrugen die Baukosten 1,1 Milliarden Dollar, womit das Parliament House das teuerste Gebäude Australiens überhaupt ist.
Zeitweise war geplant, das alte Parlamentsgebäude abzureißen, um einen ungehinderten Blick auf die andere Seeseite zur ANZAC Parade und zum Australian War Memorial zu ermöglichen. Nach heftigen Protesten ließen die Verantwortlichen diese Idee jedoch fallen und das Gebäude blieb erhalten. Heute beherbergt es das Parlamentsmuseum.

## Bauwerk

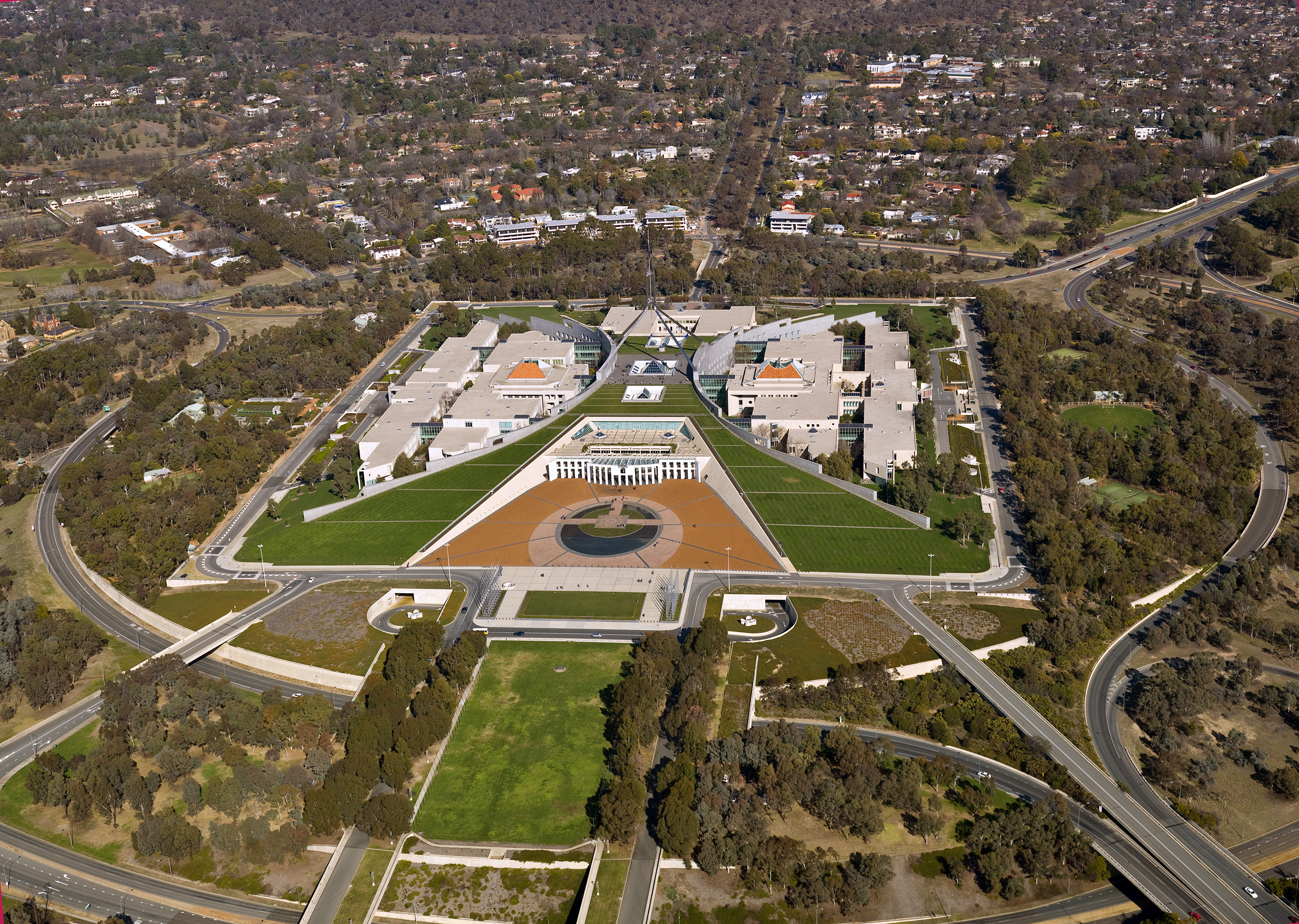
Luftansicht

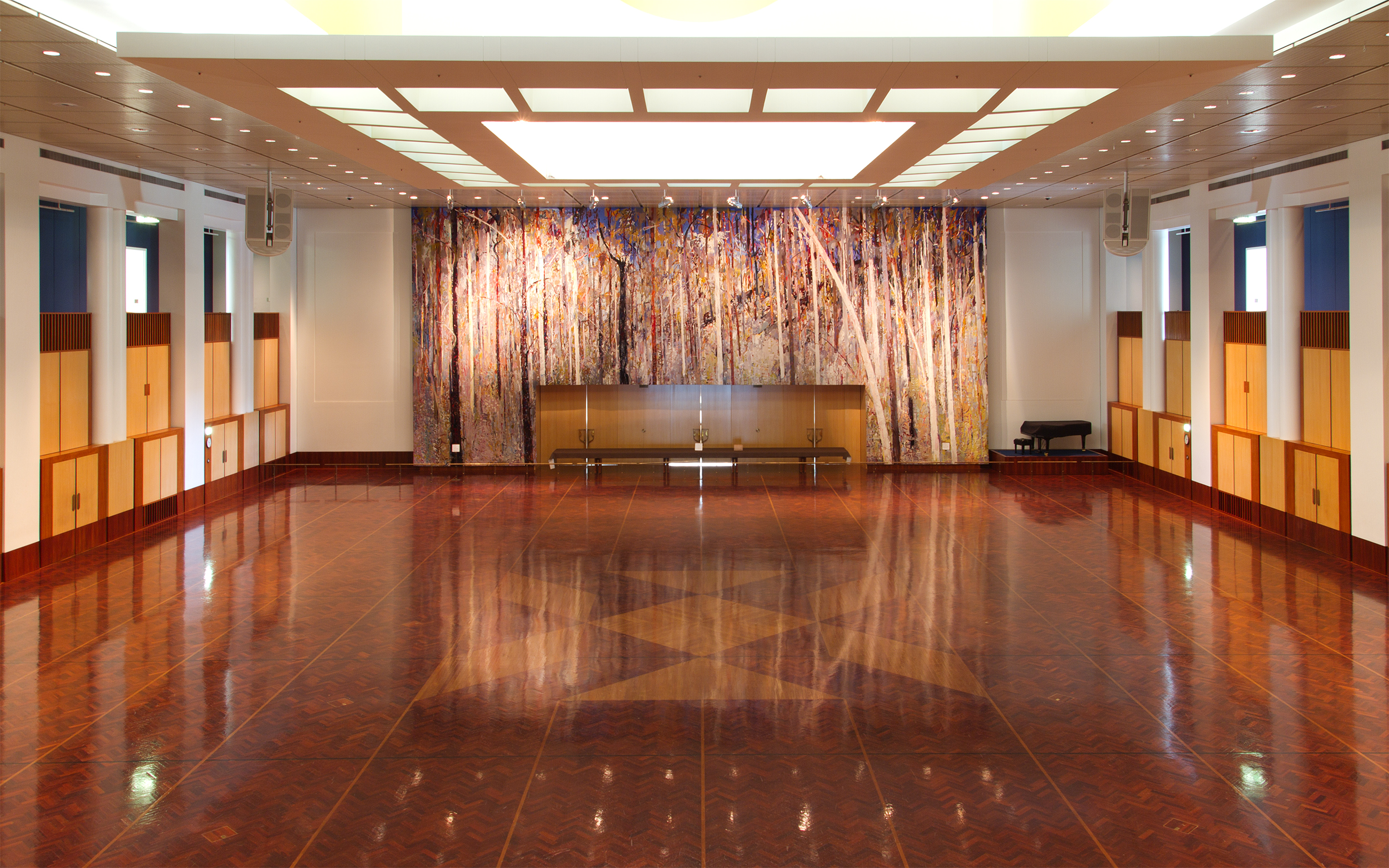
Great Hall

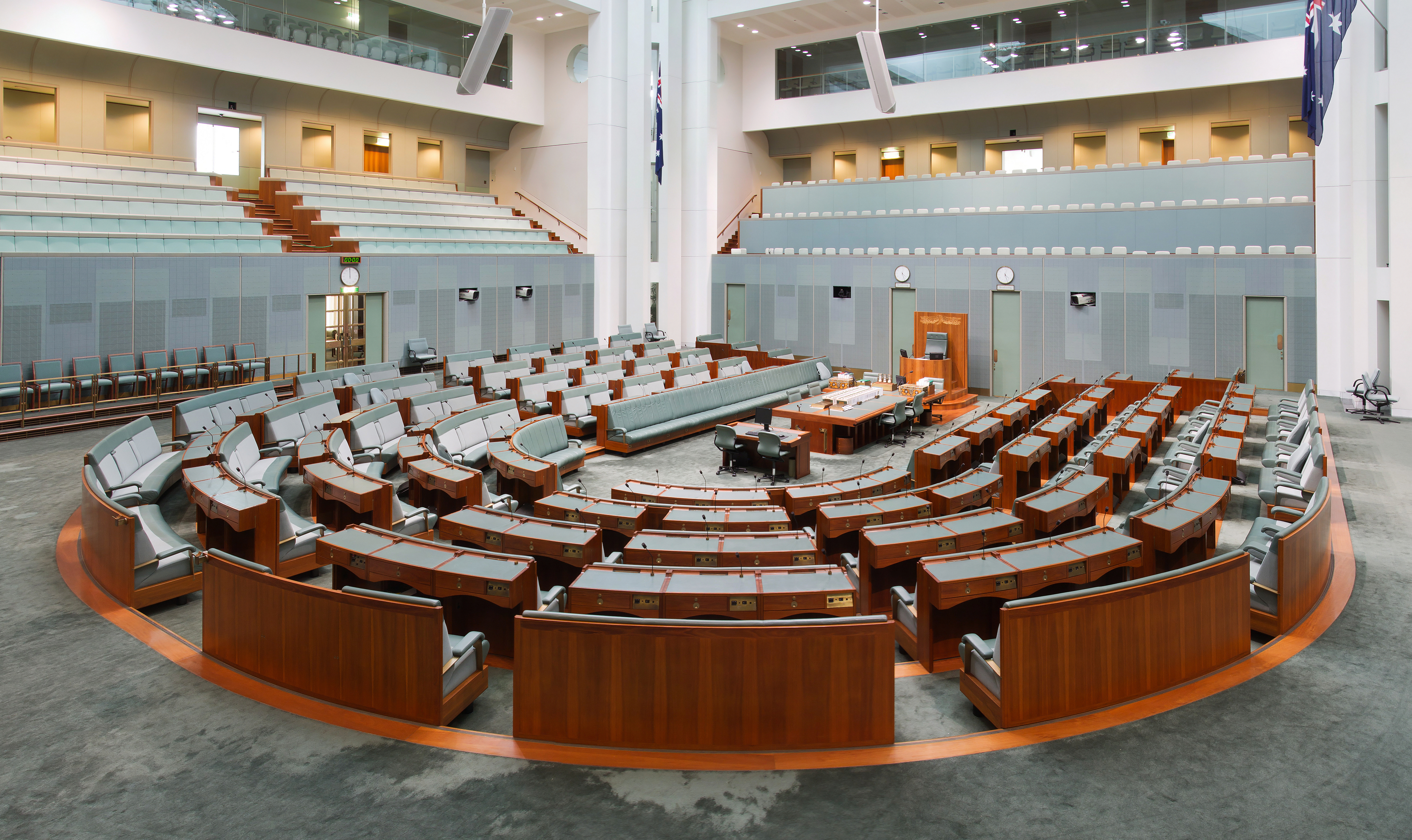
Repräsentantenhaus

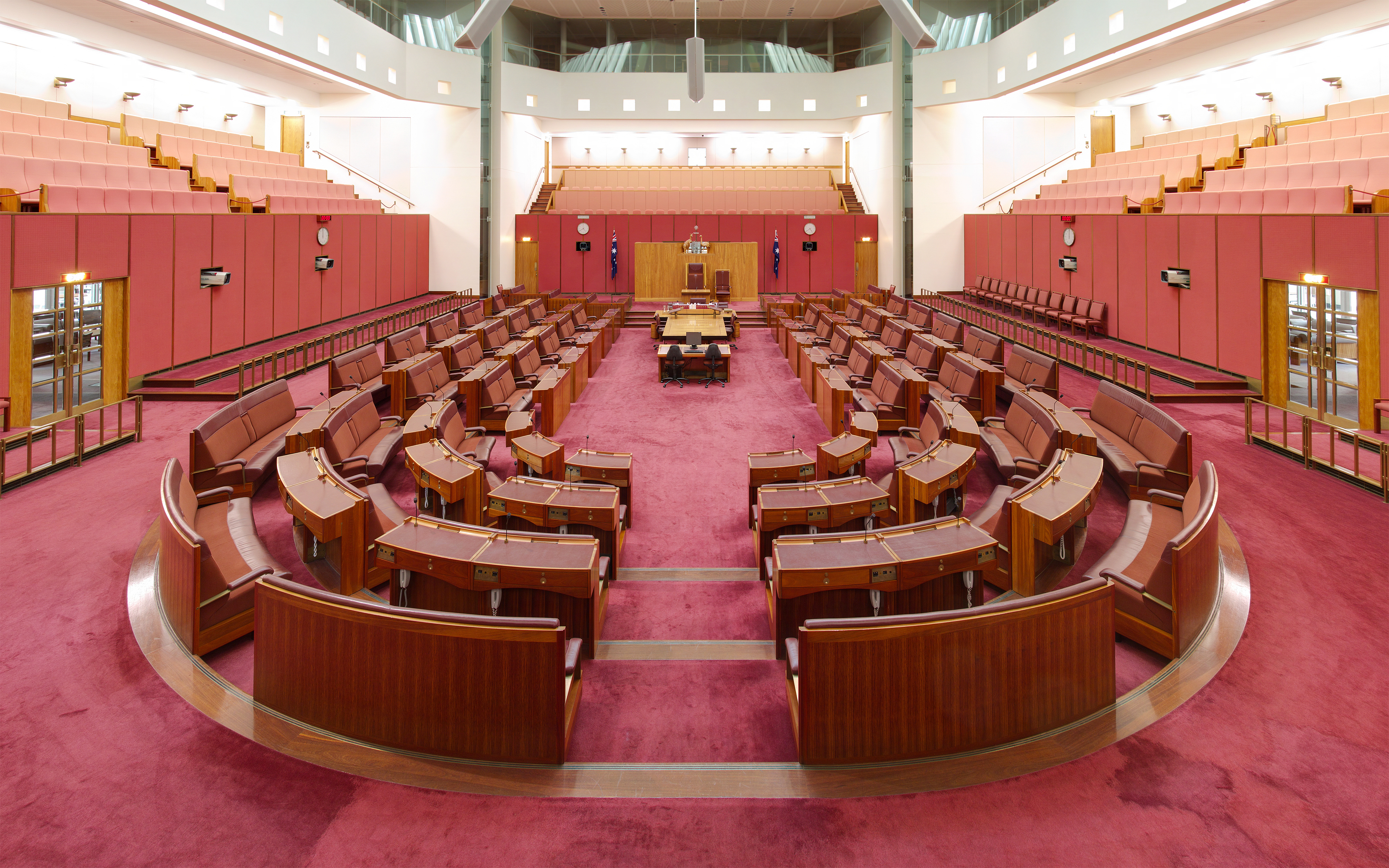
Senat

Von oben gesehen hat das Gelände, das sich über eine Fläche von 32 Hektar erstreckt, die Form von zwei Bumerangs, die von einem Kreis umschlossen sind. Das Gebäude wurde so konzipiert,  dass es über dem Old Parliament House „sitzen“ soll, wenn man es von weitem betrachtet. Es ist vier Meter höher als die ursprüngliche Höhe des Hügels. Etwa eine Million Kubikmeter Gestein mussten weggegraben werden. Ein großer Teil des Gebäudekomplexes liegt unter der Oberfläche des Capital Hill, doch die Versammlungsräume und die Unterkünfte der Parlamentarier sind freistehend. An den gekrümmten Wänden sind 23.000 Platten aus Granit befestigt. Das Gebäude besteht aus 300.000 m³ Beton und hat 3000 Räume. An der Hügelspitze ragt ein 81 Meter hoher Flaggenmast in die Höhe, der 200 Tonnen wiegt und aus poliertem rostfreiem Stahl besteht. Die 15 Kilogramm schwere Flagge ist 12,8 Meter lang und 6,4 Meter breit, was etwa der Hälfte eines Tennisplatzes entspricht.

### Räume
Vom Eingang her gelangt man in das Hauptfoyer. Dieser führt weiter zur Great Hall (Große Halle); die Wände sind mit Wandteppichen geschmückt, die einem Gemälde von Arthur Boyd nachempfunden sind (dieses wird ebenfalls im Gebäude ausgestellt). Veranstaltungen, die für das Parlament oder für das Land im Allgemeinen von Bedeutung sind, finden hier statt. Die Great Hall ist aber auch für die Öffentlichkeit zugänglich, so z. B. bei Hochzeiten oder bei den Abschlussfeiern der nahe gelegenen University of Canberra. Unterhalb der Wandteppiche der Großen Halle befindet sich eine Schiebewand, die den Weg zur Member's Hall freigibt. In der Mitte dieses Versammlungsraums für Parlamentsabgeordnete befindet sich ein Wasserspiel. Am entgegengesetzten Ende der Member's Hall erstreckt sich der Ministerial Wing (Ministerflügel) mit den Büroräumlichkeiten des Premierministers und der übrigen Mitglieder der Regierung. Zur Linken befindet sich der Zugang zum Saal des Repräsentantenhauses, auf der rechten Seiten der Zugang zum Saal des Senats. Über eine große Treppe erreicht man die Besuchergalerie.

### Saal des Repräsentantenhauses
In Anlehnung an das Farbschema des britischen House of Commons im Palace of Westminster in London weist das Mobiliar des Saales des Repräsentantenhauses Grüntöne auf. Allerdings ist der Farbton weniger intensiv und erinnert so an die Blätter von Eukalyptus-Bäumen. An der Vorderseite befindet sich die Pressetribüne, die Zuschauertribünen sind an der linken und rechten Seite. Es gibt separate schallgedämpfte Zuschauergalerien für Schulklassen, da das Sprechen während der Parlamentssitzungen untersagt ist. Parlamentarier aus den vordersten Sitzreihen begeben sich in die Saalmitte zur reich verzierten Kanzel und sprechen von dieser despatch box aus. Die Hinterbänkler verfügen über Mikrofone an ihren Pulten und stehen während ihrer Ansprache. Wie bei Parlamenten des Westminster-Systems üblich, sitzen die Parlamentarier der Regierungspartei rechts vom Speaker, die Opposition von ihm aus gesehen links. Unabhängige und Parlamentarier kleinerer Parteien nehmen auf den Querbänken Platz. Die zwei Sitzbänke, am nächsten zur despatch box sind reserviert für die Regierung auf der rechten und das Schattenkabinett auf der linken Seite.

### Saal des Senats
Die rote Farbe im Saal des Senats entspricht dem Farbschema des britischen House of Lords. Auch hier ist der Farbton abgemildert, das Ockerrot soll an die Erde und die Farben des Outback erinnern. Die Anordnung der Zuschauertribünen entspricht fast derjenigen im Saal des Repräsentantenhauses. Im Senat begeben sich nur die Anführer von Regierung und Opposition zur Kanzel in der Mitte des Saales, die anderen Vorderbänkler und alle Hinterbänkler benutzen die Mikrofone an ihren Pulten. Im Gegensatz zum Repräsentantenhaus unterscheidet sich die vorderste Bankreihe nicht von den übrigen Reihen. Direkt über dem Senatssaal befinden sich die Arbeitsräume der Parlamentsjournalisten.